# Brahim Asloum
Brahim Asloum, född 31 januari 1979 i Bourgoin-Jallieu, Frankrike, är en fransk boxare som tog OS-guld i lätt flugviktsboxning 2000 i Sydney. Detta var Frankrikes första olympiska guldmedalj i boxning sedan boxningstävlingarna vid olympiska sommarspelen 1936.